# Eleocharis confervoides
Eleocharis confervoides är en halvgräsart som först beskrevs av Jean Louis Marie Poiret, och fick sitt nu gällande namn av Ernst Gottlieb von Steudel. Eleocharis confervoides ingår i släktet småsäv, och familjen halvgräs. Inga underarter finns listade i Catalogue of Life.